# 北京理工大学（珠海）
北京理工大学（珠海），是北京理工大学在中國廣東省珠海市设立的正式校区，2024年正式成立。校区规划全日制本硕博在校生规模2万余人，按照“五位一体”布局本科生院、研究生院、国际学院、大湾区创新研究院、科技园，致力建成北京理工大学“双一流”建设极具活力和国际竞争力的发展特区。

## 历史
- 2000年7月，北京理工大学与珠海市人民政府签定协议，合作建设北京理工大学珠海校区，珠海市政府无偿提供5000亩土地用于校园建设。
- 2004年5月，校园及校舍用于独立学院性质的北京理工大学珠海学院办学，珠海学院于2024年停止招生，预计于2027年终止办学。
- 2024年3月，北京理工大学与珠海市人民政府签署战略合作协议，正式设立珠海校区[2]；开始招收硕士和博士研究生，对外官方名称为北京理工大学（珠海）[3]；6月，珠海校区依托校本部“未来精工技术班”在广东省招收10名本科生，该批学生本科前三年在本部就读，大四和研究生期间可选择在珠海校区就读；9月，北京理工大学再次与珠海市人民政府签署共建珠海校区合作协议、北京理工大学与珠海高新区签署共建北理工附属实验学校（珠海）合作协议，北京理工大学珠海科技园、珠海市RISC-V生态建设人才培养基地揭牌成立。

## 下设机构

### 学院
- 智能制造学院
- 仪器科学学院
- 人工智能学院
- 物质科学学院
- 信息科学学院
- 未来交通学院
- 海洋工程学院
- 航空航天学院
- 医学工程学院
- 社会科学学院

## 附属
- 北京理工大学附属实验学校（珠海）：公办九年一贯制学校，办学规模为48个教学班，预计2025年9月开学招生。
- 北京理工大学附属医院（珠海市人民医院）[4]

## 外部連結
- 北京理工大學（珠海） （页面存档备份，存于）